# Hero of Many
 (mai 2016).
Si vous disposez d'ouvrages ou d'articles de référence ou si vous connaissez des sites web de qualité traitant du thème abordé ici, merci de compléter l'article en donnant les références utiles à sa vérifiabilité et en les liant à la section « Notes et références ».
Hero of Many est un jeu vidéo indépendant développé par Trickster Arts. Il s'agit d'un jeu d'action-aventure pour Android, iOS, Ouya et Windows. La version Windows est actuellement disponible sur Steam Greenlight. Le jeu ne contient pas de dialogue et utilise des silhouettes graphiques similaires à Limbo. Hero of Many est inspiré par Another World, Heart of Darkness et Oddworld : L'Odyssée d'Abe.